# HK Maribor
Hokejski klub Maribor je nekdanji slovenski hokejski klub iz Maribora, ki je v sezoni 1984/85 uvrstil v elitno jugoslovansko ligo, kjer je v sezoni 1985/86 osvojil deseto mesto.

## Znameniti hokejisti
- Srdjan Kuret